# Kričanovo
Kričanovo (szerbül: Кричаново), falu Bosznia-Hercegovinában, Brod községben, a Szerb Köztársaság északi régiójában. 

## Fekvése
A település Bosznia-Hercegovina északi részén, Dobojtól légvonalban 43, közúton 63 km-re északra, községközpontjától légvonalban és közúton 4 km-re délre, a Száva és jobb oldali mellékvize, az Ukrina jobb partja között húzódó síkságon, 87-88 méteres magasságban fekszik.

## Népessége
| Nemzetiségi csoport | Népesség 1991 | Népesség 2013 |
| ------------------- | ------------- | ------------- |
| Szerb               | 45            | 33            |
| Bosnyák             | 8             | 0             |
| Horvát              | 893           | 83            |
| Jugoszláv           | 48            | 0             |
| Egyéb               | 4             | 2             |
| Összesen            | 998           | 118           |

## Története
A település 1878-ig tartozott az Oszmán Birodalomhoz. Ekkor a berlini kongresszus határozata alapján az Osztrák-Magyar Monarchia része lett. 1879-ben az első osztrák-magyar népszámlálás során a Brodi járáshoz tartozó településnek 40 háztartása, 258 római katolikus és 40 ortodox lakosa volt. 1910-ben a Brodi járáshoz tartozó településen 95 háztartást, 461 római katolikus és 72 ortodox lakost találtak. A monarchia szétesésével 1918-ban előbb a Szerb-Horvát-Szlovén Királyság, majd 1929-től a Jugoszláv Királyság része lett. 1921-ben a Brodi járáshoz tartozó településnek 593 lakosa volt, közülük 505 római katolikus és 88 ortodox volt. Az 1929-es törvény értelmében, amikor Bosznia-Hercegovinát négy banovinára, Drinskára, Vrbaskára, Zetskára és Primorskára osztották, a település a Vrbaska banovina (Orbászi Bánság) része lett, amelynek székhelye Banja Luka volt. 1939-ben a közigazgatás átszervezésével a Hrvatska banovina (Horvát Bánság) része lett.
A második világháborúban Jugoszlávia megszállása után a Független Horvát Állam (NDH) része lett. A második világháború után 1992-ig a település a szocialista Jugoszlávia keretében a Bosznia-Hercegovinai Népköztársaság része volt. A boszniai háború idején 1992-ben a nem szerb lakosságot elűzték, templomukat pedig lerombolták. A boszniai háborút lezáró daytoni békeszerződés rendelkezése alapján az ország területét felosztották a Bosznia-hercegovinai Föderáció és a boszniai Szerb Köztársaság között. A békeszerződés utáni területmegosztási megállapodás értelmében a település a Boszniai Szerb Köztársasághoz került. 

## Nevezetességei
A falu római katolikus kápolnája 1962-ben épült. A boszniai háború során 1992 októberében a falut elfoglaló szerb erők lerombolták. A régi helyén újjáépített kápolnát 2010. május 23-án szentelték fel.